# Nora Volkow
Nora Volkow (27 de marzo de 1956) es una psiquiatra e investigadora mexicana naturalizada estadounidense cuyos trabajos se han centrado en estudiar los cerebros de las personas adictas a las drogas.
Sus conclusiones han contribuido a clarificar como se producen las adicciones y desempeñaron un importante papel en el cambio de la percepción pública sobre ellas, que ha pasado de juzgarlas como una debilidad de carácter a considerarlas una enfermedad del cerebro que es tratable.  Es la directora del National Institute on Drug Abuse (NIDA), que forma parte del National Institutes of Health (NIH).
Fue la primera representante del NIH que visitó al Dalai Lama en su residencia en Dharamsala, India; durante esta visita en 2013, participó en un diálogo con el Dalai Lama sobre la ciencia de las adicciones, como parte de una conferencia de cinco días patrocinada por el Mind and Life Institute. En 2014, fue oradora destacada en TEDMED, el encuentro anual multidisciplinario donde los líderes de todos los sectores de la sociedad se reúnen para explorar la promesa de la tecnología y el potencial de logro humano en salud y medicina. Su conferencia estuvo enfocada en los paralelismos entre el comer compulsivamente y la adicción a las drogas.
Nora Volkow tiene ascendencia rusa y ucraniana y es bisnieta del líder revolucionario ruso León Trotski. Es hija de Esteban Volkow y nieta de Zinaída Vólkova, quien a su vez es hija de León Trotski.